# Une femme de caractère
Pour plus de détails, voir Fiche technique et Distribution.
Une femme de caractère (The Honey-Mousers) est un court métrage d'animation américain de la série Looney Tunes, réalisé par Robert McKimson et produit par la Warner Bros. Cartoons, sorti en 1956.